# كمال الدين الغزي
"محمد كمال الدين" بن محمد شريف بن شمس الدين محمد بن عبد الرحمن الغزي العامري الدمشقي الشافعي، ولقبه كمال الدين الغزي، وكنيته أبو الفضل، (1173هـ – 1214هـ) (1760م – 1799م)، هو عالم وفقيه ومفتي ومؤرخ وأديب دمشقي شافعي، وُلِدَ وتُوفي في دمشق، وكان مفتي الشافعية في دمشق.

## سيرته
هو "محمد كمال الدين" بن محمد شريف بن شمس الدين محمد بن عبد الرحمن الغزي العامري الدمشقي الشافعي، وُلِدَ في دمشق في جمادى الآخرة 1173هـ، الموافق فبراير 1760م، ونشأ في دمشق في حجر والده، وأخذ علمه عن عددٍ من الشيوخ كان من أبرزهم الشيخ أحمد البعلي الحنبلي مفتي الحنابلة بدمشق، وجده هو مفتي الشافعية بدمشق شمس الدين ابن الغزي.
يُعرف محمد كمال الدين بـ «الغزي» لأن أصول أسرته تعود إلى غزة بفلسطين، حيث وُلد جد أسرته "شهاب الدين أحمد بن رضي الدين" في غزة ونشأ بها حتى أصبح شابًا، ثم انتقل منها إلى دمشق عام 770هـ، وتوفي في دمشق عام 822هـ.

## مؤلفاته
من مُؤلفات الغزي:
- "التذكرة الكمالية"، واسمها "الدر المكنون والجمال المصون من فرائد العلوم وفوائد الفنون"، وتتكون من عشرون جزءًا، وتحتوي على فوائد وتراجم وآداب.[6][5]

- "الورد الأنسي والوارد القدسي في ترجمة العارف عبد الغني النابلسي".[6][5]

- "النعت الأكمل لأصحاب الإمام أحمد بن حنبل".[6][5]

- له مخطوطات، في المكتبة الظاهرية بدمشق عدة أجزاء منها، وفي مكتبة جامعة الإمام محمد بن سعود بالرياض جزء منها.[5]

## وفاته
تُوفي محمد كمال الدين الغزي في دمشق عام 1214هـ، الموافق 1799م، ودُفِنَ فيها في مقبرة الدحداح، وقد كُتِب على ضريحه بيتين من الشعر من نظم صديقه الشاعر "عبد الحليم اللوجي"، وهما: